# خورشیدگرفتگی ۲۰ مرداد ۱۳۷۸

خورشیدگرفتگی ۲۰ مرداد ۱۳۷۸.

خورشیدگرفتگی ۲۰ مرداد ۱۳۷۸. منطقهٔ خورگرفت کامل، ناحیهٔ سیاه بسیار کوچکی که در مرکز خورشیدگرفتگی جزیی در تصویر مشخص است از ایران نیز می‌گذرد.

خورشیدگرفتگی ۲۰ مرداد ۱۳۷۸ (۱۱ اوت ۱۹۹۹م) به عنوان آخرین خورشیدگرفتگی کامل در قرن بیستم میلادی بود که نوار رویت کامل آن در بعضی نواحی و شهرهای خاورمیانه از جمله ایران نیز قابل رویت بود.
این گرفت روز ۱۱ اوت ۱۹۹۹ حدود ساعت ۰۷:۳۰ به وقت جهانی، همزمان با طلوع خورشید در میانه اقیانوس آرام شروع گردید که زمان اوج آن، ساعت ۱۱:۰۴:۰۹ به‌وقت ساعت هماهنگ جهانی بوده و تا حدود ۱۳:۴۰ در دریای عرب (اقیانوس هند) غروب هنگام به پایان رسید. مدت زمان و طول این خورشیدگرفتگی ۲ دقیقه و ۲۳ ثانیه بود. نوار گرفت کامل که حدود ۱۰۰ کیلومتر عرض داشت از اقیانوس آرام آغاز شده، از میانه اروپا گذشته، دریای سیاه - ترکیه - عراق - ایران - جنوب پاکستان را درنوردیده، از میانه هند عبور کرده و همزمان با غروب خورشید در خلیج بنگال (اقیانوس هند) به پایان رسید.
در ایران گرفت کامل از مرز شمال غربی کشور آغاز شد و با گذر از لرستان، اصفهان، کرمان، ایرانشهر مسیر خود را به سمت پاکستان ادامه داد. طولانی‌ترین و بهترین مکان برای رصد خورشید گرفتگی سال ۱۳۷۸، مابین نهاوند و نورآباد بود. در اصفهان،ایرانشهر و کرمان هم خورشید گرفتگی به صورت کامل مشاهده شد .خورشید گرفتگی کامل بعدی قابل روئیت در ایران در سال ۲۰۳۴ میلادی خواهد بود این پدیده از جنوب غربی از آبادان آغاز می‌شود و از استان فارس عبور می‌کند.